# 살갱이수도
살갱이수도는 전라남도 신안군 흑산면 다물도리 승도와 다물도 사이에 있는 수도이다.

## 해양지명
- 제정 해양지명 : 살갱이수도[1]
- 대표위치(WGS-84) : 34°44´49.6"N, 125°26´20.2"E
- 범위 : 전남 신안군 흑산면 다물도리 승도와 다물도 사이의 좁은 수도